# Bais (Philippines)
Pour les articles homonymes, voir Bais.
Bais est une localité de la province du Negros oriental, aux Philippines. En 2015, elle compte 76 291 habitants.